# 川濱昇
川濵 昇（かわはま のぼる、1959年3月31日 - ）は、日本の法学者。京都大学法学部教授を経て、追手門学院大学法学部教授。日本経済法学会理事長。専門は経済法。恩師は、森本滋・龍田節。

## 略歴
- 1981年 - 京都大学法学部卒業
- 1983年 - 京都大学大学院法学研究科修士課程修了
- 1986年 - 同博士後期課程研究指導認定退学、京都大学法学部助手
- 1988年 - 同助教授
- 1995年 - 同教授
- 2024年 - 追手門学院大学法学部教授[2]

## 所属学会
- 日本経済法学会

## 著作

### 共著
- （森本滋（編）・小林量・北村雅史・洲崎博史・前田雅弘・早川徹・片木晴彦・山田純子）『商法総則講義』（成文堂、初版1996年、第2版1999年、第3版2007年）
- （柳川隆）『競争の戦略と政策』（有斐閣、2006年）
- （瀬領真悟・泉水文雄・和久井理子）『競争の戦略と政策』（有斐閣、2006年）
- （根岸哲・泉水文雄）『ネットワーク市場における技術と情報のインターフェイス』（有斐閣、2007年）
- （泉水文雄・武田邦宣・宮井雅明・和久井理子・池田千鶴・林秀弥）『企業結合ガイドラインの解説と分析』（商事法務、2008年）

### 編著
- （金井貴嗣・泉水文雄）『ケースブック独占禁止法』（弘文堂、初版2006年、第2版2010年、第3版2013年）
- （金井貴嗣・泉水文雄）『独占禁止法』（弘文堂、第2版2006年、第3版2010年、第4版2013年）
- （前田雅弘・洲崎博史・北村雅史）『森本滋先生還暦記念―企業法の課題と展望』（商事法務、2008年）
- （玉田康成・大橋弘）『モバイル産業論―その発展と競争政策』（東京大学出版会、2010年）
- （平野仁彦・亀本洋）『現代法の変容』（有斐閣、2013年）

## 論文
- 「不可欠施設にかかる独占・寡占規制について」（『ジュリスト』1270号59頁-64頁、2004年）
- 「企業結合審査運用指針を読んで」（『公正取引』645号12-15頁、2004年）
- 「金融市場と独禁法」（『公正取引』650号11-16頁、2004年）
- 「取引の自由と契約の自由」（田中成明編『現代法の展望－自己決定の諸相』51-102頁、有斐閣、2004年）
- 「平成17年独占禁止法改正の意義と展望」（『公正取引』657号26-37頁、2005年）
- 「独禁法上の企業結合規制の現状」（『一橋ビジネスレビュー』56巻2号72-85頁、2005年）
- 「効果的なコンプライアンスプログラムに向けて」（『公正取引』670号14-18頁、2006年）
- 「競争排除型行為規制の理論的根拠」（『公正取引』671号9-21頁、2006年）
- 「公開買付とニューコムの問題」（『法学論叢』158巻5・6号180-191頁、京都大学法学会、2006年）
- 「独禁法における「法と経済学」」（『国際経済法学会年報』15号97-118頁、国際経済法学会、2006年）
- 「コンプライアンスプログラムの法的位置づけ－回顧と展望－」（別冊『NBL』115号84-114頁、2006年）
- 「私的独占解釈論の現状と課題」（『日本経済法学会年報』28巻20-39頁、日本経済法学会、2007年）
- 「市場監視における課徴金制度の意義・あり方」（『ESP』503号38-41頁、2007年）
- 「不当な顧客誘引と景表法」（『公正取引』585号2-8頁、2007年）
- 「マイクロソフトの独占事件」（『ネットワーク市場における技術と競争のインターフェイス』1-24頁、有斐閣、2007年）
- 「市場秩序法としての独禁法(1)(2)(3)」（『民商法雑誌』139巻3号265-301頁、4・5号439-465頁、6号581-606頁、2008年）
- 「市場をめぐる法と政策」（『新世代法政策研究』1号65-88頁、2008年）
- 「独禁法上の企業結合規制」（森本滋編『企業結合規制の総合的研究』122-138頁、2008年）
- 「独禁法は誰の利益を保護するのか」（川濵昇・洲崎博史・前田雅弘・北村雅史編『企業法の課題と展望』549-583頁、2008年）
- 「独禁法と消費者保護」（『消費者法』1号11-19頁、2009年）
- 「郵便区分機事件差戻審判決について」（『NBL』923号30-37頁、2009年）
- 「独占禁止法2条5項 私的独占」（根岸哲編『注釈独占禁止法』25-74頁、有斐閣、2009年）
- 「排除型私的独占に係る課徴金」（『『ジュリスト』』1385号16-23頁、2009年）
- 「複雑化する競争規制 排除型私的独占を対象とした課徴金の拡大」（ビジネス法務10巻3号12-17頁、2010年）
- 「競争政策の課題と展望」（『公正取引』717号4-11頁、2010年）
- 「知的財産と独占禁止法－対立、補完、協働」（『日本経済法学会年報』32号1-17頁、2011年）
- 「消費者と経済法」（『法学セミナー』）681号10-13頁、2011年）
- 「新日本製鐵株式会社と住友金属工業株式会社の合併計画に関する審査結果について」（『NBL』980号73-79頁、2012年）
- 「東京スター銀行による三菱UFJ銀行に対する独禁法24条に基づく差止請求訴訟について」（『公正取引』735号65-70頁、2012年）
- 「流通・取引慣行ガイドラインの見直しの方向性」（『公正取引』736号9-16頁、2012年）
- 「行動経済学の規範的意義」（平野仁彦・亀本洋・川濵昇編『現代法の変容』405-442頁、有斐閣、2013年）

## その他
- 「企業結合規制における効率性の位置づけ」（経済産業研究所、2011年）
- 「再販売価格維持行為の法と経済学」（競争政策センター報告書、2012年）

## 役職
- 2008年 4月：滋賀県消費生活審議会委員（平成24年8月まで）
- 2008年 4月：総務省競争評価アドバイザリーボードメンバー（現在に至る）
- 2010年10月：公正取引委員会独占禁止懇話会会員（現在に至る）
- 2011年 9月：経済産業研究所ファカルティフェロー（現在に至る）
- 2012年 4月：学術システム研究センター専門調査員（現在に至る）